# Giuseppe Valentini (religioso)
Padre Giuseppe Valentini, noto in albanese come at Zef Valentini (Padova, 1º luglio 1900 – Milano, 16 novembre 1979), è stato un presbitero, missionario, storico, bizantinista, giurista e critico letterario italiano, considerato tra i maggiori albanologi al mondo.

## Biografia
Nacque a Padova il 1º luglio 1900 da Alberto Valentini e Margherita Olivetto; ebbe almeno un fratello maggiore, Giovanni, morto nel 1918 come prigioniero di guerra dell'Impero austro-ungarico durante la prima guerra mondiale. Nel 1910 iniziò a studiare presso il Seminario vescovile di Padova, dovendo poi proseguire gli studi in casa per la sua salute malferma, anche se nel 1917 fu chiamato alle armi e inviato alla reggia di Caserta, dove conobbe il critico letterario Luigi Russo, con cui rimase in contatto e di cui fu stretto amico nonostante le diverse visioni sia sul conflitto che sulla politica.
Il 4 novembre 1919 entrò nella Compagnia di Gesù a Gorizia e due anni dopo emise i primi voti; studiò discipline classiche a Gorizia, venendo poi inviato presso il Collegio Saveriano di Scutari dove insegnò italiano, greco e latino per due anni. Rientrato in Italia, tra il 1924 e il 1926 completò gli studi filosofici a Chieri, tornando quindi a Scutari dove insegnò per altri due anni e dove si impegnò a fondo nello studio della lingua albanese. Nel 1927 fu incaricato di redigere la storia del Collegio Saveriano in occasione del cinquantesimo anniversario dalla fondazione, poi pubblicata sia in italiano che in albanese.
Nel 1930 fu ordinato presbitero da monsignor Tommaso Berutti e nel 1932, conclusi gli studi teologici a Chieri, fu destinato nuovamente a Scutari, dove diresse dal 1932 al 1943 la rivista culturale LEKA, un mensile gesuita che si occupava di questioni storiche, linguistiche e letterarie; la rivista in realtà sospese le pubblicazioni dopo l'occupazione italiana dell'Albania nel 1939. Contemporaneamente fu anche direttore del periodico Lajmtari i Zemërs s'Krishtit dal 1933 al 1939, direttore della tipografia dell'Immacolata del Collegio dal 1936 al 1943 e segretario dell'Istituto degli studi albanesi (considerato il precursore dell'Accademia delle Scienze dell'Albania) dal 1941. Portò avanti un'attenta attività di ricerca in diversi archivi italiani, conoscendo a Napoli il filosofo Benedetto Croce.
A partire dal gennaio 1939 iniziò la pubblicazione del Nomenklator, un dizionario bio-bibliografico illirico-albanese considerato come la prima enciclopedia nazionale albanese, che proseguì fino all'avvento del regime socialista nel 1943. Insieme al confratello Fulvio Cordignano pubblicò inoltre Saggio di un regesto storico dell'Albania, un compendio di documenti dal XII secolo al 1568 conservati in vari archivi italiani, a cui seguirono i due volumi di Contributi alla cronologia albanese. Agli studi storici affiancò anche quelli giuridici, concentrandosi inizialmente sul diritto consuetudinario albanese, il quale partendo dal diritto epicorio aveva subito le influenze del diritto romano, bizantino e ottomano; le conclusioni dei suoi studi furono raccolte nel volume Considerazioni preliminari e generali sul "Kanun" detto di "Lekë Dukagjini". Sempre sul filone degli studi giuridici pubblicò un contributo sugli Annali Lateranensi intitolato La famiglia nel diritto tradizionale albanese. Contribuì inoltre al mensile turistico albanese DRINI con una serie di articoli su Passeggiate storiche nell'Alta Albania.
Lasciò l'Albania nel 1943 dopo l'avvento del regime socialista, venendo additato come "rappresentante della cultura e dell'ideologia fascista italiana", ragion per cui la sua opera di studio sulla cultura e sulla storia albanese fu a lungo messa in ombra dalle autorità comuniste. Fu amico e collaboratore del Primo ministro Mustafa Merlika Kruja e di Ernest Koliqi, scrittore albanese esiliato in Italia. Nel 1945 fu chiamato a Milano per dirigere la rivista cattolica Letture, la quale si proponeva come guida critica agli autori contemporanei.
Concorse alla cattedra di lingua e letteratura albanese presso l'Università degli Studi di Palermo nel 1950, succedendo qualche anno dopo nell'insegnamento a Gaetano Petrotta. Nel 1955 divenne preside del Dipartimento di lingua albanese dell'ateneo palermitano, fondando il Centro internazionale di studi albanesi che diresse per diversi anni. Si avvicinò molto alla realtà arbëreshe, interessandosi profondamente al rito bizantino tipico degli italo-albanesi e degli albanesi di un tempo, e approfondì vari temi legati alla scrittura teologica e all'arte cristiano orientale; formò un'ampia collezione di diapositive di arte sacra bizantina e con Giuseppe Caronia pubblicò nel 1969 un volume sull'architettura sacra intitolato Domus ecclesiae. L'edificio sacro cristiano…. Sempre a Palermo insegnò anche filologia bizantina tra il 1953 e il 1975 oltre che letteratura cristiana antica tra il 1963 e il 1975. Anche dopo aver lasciato l'Albania rimase in contatto con gli studiosi albanesi, facendo importanti osservazioni accademiche nell'ambito delle ricerche sul pittore Onufri.
Morì a Milano (secondo alcune fonti Palermo) il 16 novembre 1979.
Il 25 aprile 1968 fu citato da papa Paolo VI in occasione di un suo discorso per il 500º anniversario dalla morte di Scanderbeg. Nel 2012 una trentina di intellettuali albanesi, tra cui Ismail Kadare, Rudolf Marku, Besnik Mustafaj, Visar Zhiti e Koçi Petriti, hanno indirizzato una lettera al Presidente della Repubblica Bamir Topi chiedendo che Valentini venisse onorato con l'Ordine di Skanderbeg, poi assegnatogli il 7 maggio 2012. Nel 2024 i gesuiti gli hanno dedicato un centro culturale presso la chiesa del Sacro Cuore di Tirana.

## Opere
- Giuseppe Valentini e Fulvio Cordignano, Saggio di un regesto storico dell'Albania, Scutari, Tipografia dell'Immacolata, 1937-1940.
- Giuseppe Valentini, Contributi alla cronologia albanese, Roma, Reale Accademia d'Italia, 1942-1957.
- Giuseppe Valentini, Acta Albaniae iuridica.
- Giuseppe Valentini, Acta Albaniae Veneta.
- Giuseppe Valentini e Giuseppe Caronia, Domus ecclesiae: l'edificio sacro cristiano; morfologia, funzioni, espressione, Pàtron Editore, 1969.
- Giuseppe Valentini (a cura di), La legge delle montagne albanesi nelle relazioni della Missione Volante (1880-1932), Leo S. Olschki, 1969, ISBN 9788822210753.